# 青
青 (bleu, vert) est un kanji composé de 8 traits et fondé sur 青. Il fait partie des kyōiku kanji de 1re année.
Il se lit セイ (sei) ou ショウ (shō) en lecture on et あお (ao) en lecture kun.
Son caractère Unicode est 9752.

## Exemples
- 青物 (aomono) : légumes verts.
- 青年 (seinen) : jeunes gens.
- 青い (aoi) : bleu.
- 青空 (aozora) : bleu ciel.

Il s'emploie aussi pour écrire les prénoms, comme Aoki (青貴).